# Léssia Kalitovska
Léssia Mikhàilivna Kalitovska (en ucraïnès Леся Михайлівна Калитовська) (Pogàrisko, Província de Lviv, 13 de febrer de 1988) és una ciclista ucraïnesa, ja retirada, que va competir a començaments del segle XXI. Especialista en pista, també ha participat en proves en ruta. El seu major èxit fou la medalla de bronze aconseguida en la prova de persecució individual dels Jocs Olímpics de Pequín de 2008. L'any abans també havia guanyat el campionat nacional en contrarellotge.

## Palmarès en pista
- 2005
  -  Campiona del món júnior en Persecució
  -  Campiona d'Europa júnior en Persecució
- 2006
  -  Campiona del món júnior en Persecució
  -  Campiona d'Europa júnior en Persecució
- 2007
  -  Campiona d'Europa sub-23 en Persecució
- 2008
  -  Medalla de bronze als Jocs Olímpics del 2008 en Persecució individual
- 2009
  -  Campiona d'Europa sub-23 en Persecució per equips (amb Svitlana Haliuk i Anna Nagirna)
- 2011
  - 1a a la Universíada de Shenzhen en Puntuació

### Resultats a laCopa del Món
- 2007-2008
  - 1a a Los Angeles, en Persecució
  - 1a a Pequín i Los Angeles, en Persecució per equips

## Palmarès en ruta
- 2007
  -  Campiona d'Ucraïna en contrarellotge